# Eleccions legislatives tadjiks de 2000
El 27 de febrer de 2000 es van celebrar eleccions legislatives al Tadjikistan, amb una segona volta en 11 de les 41 circumscripcions el 12 de març. El resultat va ser una victòria del Partit Democràtic Popular del Tadjikistan, que va obtenir 36 dels 63 escons. La participació electoral va ser del 93,4%.